# Éric Vu-An
Éric Vu-An (Parigi, 3 giugno 1964 – Nizza, 8 giugno 2024) è stato un ballerino, coreografo, direttore artistico e attore francese.

## Biografia
Nacque a Parigi il 3 giugno 1964, da padre originario della Guadalupa, ma fu adottato dal nuovo compagno vietnamita della madre. Nel 1974 fu notato da Claude Bessy e ammesso alla Scuola di danza dell'Opéra di Parigi, facendo poi il suo esordio con la compagnia all'età di quindici anni nel 1979. Fu nominato solista nel 1982, facendosi apprezzare come interprete dell'opera di Rudol'f Nureev, William Forsythe, Carolyn Carlson, Alvin Ailey e, soprattutto, Maurice Béjart. Fu proprio Béjart che, nel marzo 1986, lo proclamò danseur étoile del balletto dell'Opéra di Parigi; tuttavia, Nureev dichiarò illegittima la promozione, dato che in quanto direttore artistico solamente lui aveva il potere di nominare étoile. In seguito alla diatriba tra Béjart e Nureev, Vu-An lasciò i ranghi ufficiali della compagnia, tornando però a danzarvi in diverse occasioni in qualità di artista ospite.
Nel 1989 fece il suo esordio come coreografo, creando e danzando un assolo ispirato ad Antinoo nell'adattamento delle Memorie di Adriano ad opera di Maurizio Scaparro, portato in scena a Tivoli con Giorgio Albertazzi. 
Alla carriera sulle scene affiancò quella di direttore artistico, prima al Grand Théâtre de Bordeaux (1995), poi all'Opéra d'Avignon (1997-2004), quindi al National Ballet de Marseille (2005-2009) e infine al Ballet Nice Méditerranée dal 2009.
Come attore lavorò sia in teatro (calcando anche i palcoscenici italiani) sia al cinema. Tra i film a cui prese parte, sempre in piccoli ruoli, vi furono Donne in bianco e Il tè nel deserto, per il quale Roland Petit coreografò un duetto tra lui e Zizi Jeanmaire.
Nel 2001 fu Enea nella Cassandra di Luciano Mattia Cannito al Teatro di San Carlo, per il quale creò un balletto sulla partitura della Perséphone di Igor' Fëdorovič Stravinskij. Nel 2002 tornò a danzare all'Opéra di Parigi come Basilio nel Don Chisciotte di Nureev accanto a Laëtitia Pujol. Prese parte inoltre a diversi programmi televisivi.
Continuò a dirigere il Ballet Nice Méditerranée anche dopo che nel 2022 gli fu diagnosticato il tumore al cervello che l'avrebbe stroncato due anni più tardi. Vu-An morì infatti a Nizza l'8 giugno 2024 all'età di 60 anni, due settimane dopo il marito Hugues Gall.

## Filmografia parziale
- Il tè nel deserto (The Sheltering Sky), regia di Bernardo Bertolucci (1990)
- Donne in bianco, regia di Tonino Pulci (1998)
- Sucre amer, regia di Christian Lara (1998)
- Cracking Up, regia di Christian Lara (2004)